# Monts Sobaek
Les monts Sobaek (coréen : 소백산맥, littéralement « Petits monts Taebaek ») sont une chaîne de montagnes qui traverse du nord au sud la partie méridionale de la péninsule coréenne. Ils se séparent des monts Taebaek au niveau de Gangneung et s'étendent vers le sud-ouest à travers le centre de la péninsule. On considère traditionnellement qu'ils atteignent leur limite sud-ouest au Jirisan, qui, à une altitude de 1 915 mètres, est également le point culminant du massif. D'autres montagnes célèbres de la chaîne comprennent le mont Songni, le mont Joryeong, le mont Gaya, le mont Worak et le mont Sobaek lui-même. Les sommets des monts Sobaek se situent généralement à plus de 1 000 m d'altitude,.
Les monts Sobaek forment la moitié sud du Baekdu-daegan, la « colonne vertébrale » symbolique de la Corée. Ils marquent la frontière traditionnelle entre les régions de Honam et de Yeongnam.

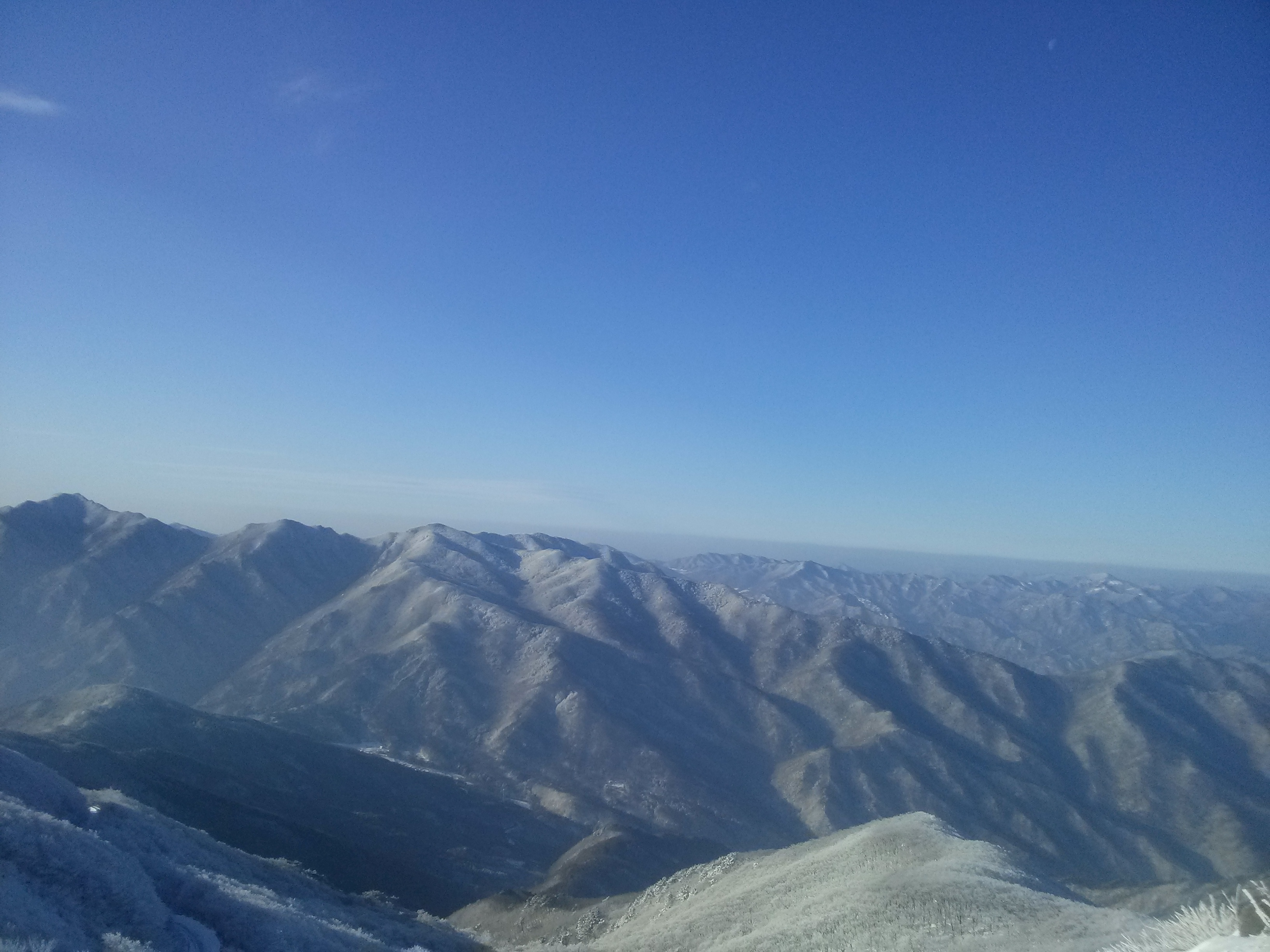
Panorama des mont Sobaek.